# Trichometasphaeria dianthi
Trichometasphaeria dianthi är en svampart som först beskrevs av Emil Rostrup, och fick sitt nu gällande namn av Munk 1953. Trichometasphaeria dianthi ingår i släktet Trichometasphaeria och familjen Lophiostomataceae.   Inga underarter finns listade i Catalogue of Life.